# Deutsche Leichtathletik-Hallenmeisterschaften 1964
Die 11. Deutschen Leichtathletik-Hallenmeisterschaften fanden am 1. Februar 1964 in der Kieler Ostseehalle statt. Gelaufen wurde auf einer 150 m langen Rundbahn.

## Medaillengewinner Männer
| Disziplin      | Gold                                                                                       | Leistung   | Silber                                                                                   | Leistung   | Bronze                                                               | Leistung       |
| -------------- | ------------------------------------------------------------------------------------------ | ---------- | ---------------------------------------------------------------------------------------- | ---------- | -------------------------------------------------------------------- | -------------- |
| 50 m           | Jürgen Schüttler (ASV Köln)                                                                | 5,6 s      | Gert Metz (USC Mainz)                                                                    | 5,7 s      | Bernd Cullmann (ASV Köln)                                            | 5,8 s          |
| 400 m          | Jörg Jüttner (VfL Wolfsburg)                                                               | 50,2 s     | Jürgen Jaenisch (Hamburger SV)                                                           | 50,3 s     | Paul Pohlkötter (ASV Köln)                                           | 52,4 s         |
| 800 m          | Jörg Balke (Polizei SV Berlin)                                                             | 1:56,4 min | Paul Schmidt (OSV Hörde)                                                                 | 1:56,4 min | Franz Wessolowski (TuS Eintracht Minden)                             | 1:57,3 min     |
| 1500 m         | Karl Eyerkaufer (FSV Frankfurt)                                                            | 3:53,8 min | Wolf-Jochen Schulte-Hillen (SC Münster 08)                                               | 3:54,3 min | Adolf Schwarte (ASV Köln)                                            | 3:54,6 min     |
| 3000 m         | Werner Girke (VfL Wolfsburg)                                                               | 8:21,4 min | Wolfgang Zur (Barmer TV 1846 Wuppertal)                                                  | 8:22,2 min | Klaus Vieth (SC Dahlhausen)                                          | 8:24,8 min     |
| 50 m Hürden    | Klaus Willimczik (USC Mainz)                                                               | 6,8 s      | Manfred Schuster (TSG Reutlingen)                                                        | 6,8 s      | Hinrich John (Hannover 96)                                           | 6,9 s          |
| 4 × 400 m      | SV St. Georg von 1895 (Klaus Hoffmeister, Dieter Isermann, Harm Bredemeier, Jens Ulbricht) | 3:24,4 min | SC Charlottenburg (Manfred Gröger, Wiebking, Horst Milde, Gerhard Kopp)                  | 3:24,6 min | OSV Hörde (Werner Krönke, Udo Waldheim, Siegfried Nürnberger, Rothe) | 3:27,1 min     |
| Hochsprung     | Gunther Spielvogel (ESV Weil)                                                              | 2,04 m     | Wolfgang Schillkowski (TB Wülfrath)                                                      | 2,04 m     | Wolfgang Spinnler (USC Mainz)                                        | 1,98 m         |
| Stabhochsprung | Klaus Lehnertz (KSV Hessen Kassel)                                                         | 4,70 m     | Wolfgang Reinhardt (SV Bayer 04 Leverkusen) Wolfgang Pinder (FV Salamander Kornwestheim) | 4,70 m     | nicht vergeben                                                       | nicht vergeben |
| Weitsprung     | Wolfgang Klein (Hamburger SV)                                                              | 7,56 m     | Hans-Helmut Trense (Polizei SV Kiel)                                                     | 7,53 m     | Michael Sauer (USC Mainz)                                            | 7,34 m         |
| Dreisprung     | Michael Sauer (USC Mainz)                                                                  | 15,93 m    | Hans-Jörg Müller (SV Saar 05 Saarbrücken)                                                | 15,30 m    | Dietmar Klose (Hamburger SV)                                         | 15,05 m        |
| Kugelstoßen    | Dietrich Urbach (TSV 1860 München)                                                         | 17,83 m    | Heinfried Birlenbach (Sportfreunde Siegen)                                               | 17,65 m    | Wolfgang Reiß (Rot-Weiß Oberhausen)                                  | 17,21 m        |

## Medaillengewinner Frauen
| Disziplin   | Gold                                                                            | Leistung   | Silber                                                                              | Leistung   | Bronze                                                                       | Leistung   |
| ----------- | ------------------------------------------------------------------------------- | ---------- | ----------------------------------------------------------------------------------- | ---------- | ---------------------------------------------------------------------------- | ---------- |
| 50 m        | Gudrun Lenze (Hamburger SV)                                                     | 6,4 s      | Erika Fisch (Hannover 96)                                                           | 6,4 s      | Ingrid Becker (LG Geseke)                                                    | 6,4 s      |
| 400 m       | Margarete Buscher (Preußen Münster)                                             | 57,7 s     | Heidemarie Zirotzki (Meidericher SV)                                                | 57,9 s     | Reinhilde Nietmann (FC Schalke 04)                                           | 59,5 s     |
| 800 m       | Christa Luczak (VfL Wolfsburg)                                                  | 2:16,2 min | Marie-Luise Seiler (Meidericher SV)                                                 | 2:16,8 min | Christa Basche (SC Charlottenburg)                                           | 2:17,2 min |
| 50 m Hürden | Erika Fisch (Hannover 96)                                                       | 7,2 s      | Hannelore Keydel (SV Bayer 04 Leverkusen)                                           | 7,3 s      | Annemarie Brucker (ASV Köln)                                                 | 7,5 s      |
| 4 × 150 m   | Hamburger SV (Sigrid Hüttenrauch, Gerad Paetow, Karin Schneider, Helga Henning) | 1:20,0 min | OSC Berlin (Erika Rybakowski, Renate Burgmeister, Hannelore Swienty, Carmen Ulrich) | 1:20,5 min | Hannover 96 (Renate Meyer, Christa Elsler, Karin Heske, Erika Fisch)         | 1:20,7 min |
| Hochsprung  | Ilia Hans (SpVgg Bissingen)                                                     | 1,70 m     | Rita Holm (SG Eintracht Frankfurt)                                                  | 1,64 m     | Heidemarie Hummel (Turnerschaft Göppingen) Hilde Schubert (SC Tegeler Forst) | 1,58 m     |
| Weitsprung  | Helga Hoffmann (ATSV Saarbrücken)                                               | 6,27 m     | Wilma Wildemann (FC Schalke 04)                                                     | 6,10 m     | Gudrun Lenze (Hamburger SV)                                                  | 6,07 m     |
| Kugelstoßen | Marlene Klein (LGO Euskirchen)                                                  | 15,33 m    | Gertrud Schäfer (FC Schalke 04)                                                     | 14,90 m    | Liesel Westermann (Hannover 96)                                              | 14,50 m    |